# ديفيد ووكر (لاعب كريكت)
ديفيد ووكر (31 مايو 1913 في المملكة المتحدة - 7 فبراير 1942) (بالإنجليزية: David Walker)‏ هو لاعب كريكت بريطاني وبريطاني (وحمل سابقاً جنسية المملكة المتحدة لبريطانيا العظمى وأيرلندا). لعب مع نادي الكريكت في جامعة أكسفورد ‏.